# Selección de voleibol de Grecia
La Selección de voleibol de Grecia (en griego Εθνική ομάδα πετοσφαίρισης Ελλάδας ανδρών) es el equipo masculino de voleibol representativo de Grecia en las competiciones internacionales organizadas por la Confederación Europea de Voleibol (CEV), la Federación Internacional de Voleibol (FIVB) o el Comité Olímpico Internacional (COI). La organización de la selección está a cargo de la Elliniki Omospondia Petosferiseos.

## Historia
La selección de voleibol griega ha sido un equipo de buen nivel entre la mitad de los años 80 y la mitad de la primera década del siglo XXI, aunque se única participación en los Juegos Olímpicos fue la de  Atenas 2004 en calidad de país organizador. En la ocasión ha terminado en segundo lugar el Grupo B por detrás de Serbia y Montenegro y se ha clasificado por los cuartos de final, donde es derrotada por 3-2 por Estados Unidos.
La selección griega ha logrado clasificarse varias veces por el Campeonato Mundial (mejor resultado el 6° puesto en la edición organizada en la misma Grecia en 1994) y la Liga Mundial donde acaba en 5° lugar la de 2004 disputada en Roma. En el Campeonato Europeo ha conseguido ganar el bronce en la edición disputada en Bélgica en 1987: tras ser derrotada por la Unión Soviética en la semifinal (3-0), vence a Suecia en la final por 3°/4° puesto.
Actualmente disputa la Liga Europa en la cual ha ganado el bronce en 2006 y conseguido el subcampeonato en 2014 tras ser derrotada en la doble final por Montenegro.

## Historial
| \| - Tokío 1964: No clasificada - México 1968: No clasificada - Múnich 1972: No clasificada - Montreal 1976: No clasificada \| - Moscú 1980: No clasificada - Los Ángeles 1984: No clasificada - Seúl 1988: No clasificada - Barcelona 1992: No clasificada \| - Atlanta 1996: No clasificada - Sídney 2000: No clasificada - Atenas 2004: 5° - Pekín 2008: No clasificada \| - Londres 2012: No clasificada - Río de Janeiro 2016: No clasificada - Tokio 2020: No clasificada \| | | |                                                                                                   |
| - Tokío 1964: No clasificada - México 1968: No clasificada - Múnich 1972: No clasificada - Montreal 1976: No clasificada | - Moscú 1980: No clasificada - Los Ángeles 1984: No clasificada - Seúl 1988: No clasificada - Barcelona 1992: No clasificada | - Atlanta 1996: No clasificada - Sídney 2000: No clasificada - Atenas 2004: 5° - Pekín 2008: No clasificada | - Londres 2012: No clasificada - Río de Janeiro 2016: No clasificada - Tokio 2020: No clasificada |

| \| - 1949: No clasificada - 1952: No clasificada - 1956: No clasificada - 1960: No clasificada - 1962: No clasificada \| - 1966: No clasificada - 1970: No clasificada - 1974: No clasificada - 1978: No clasificada - 1982: No clasificada \| - 1986: 13° - 1990: No clasificada - 1994: 6° - 1998: 13° - 2002: 7° \| - 2006: 17° - 2010: No clasificada - 2014: No clasificada - / 2018: No clasificada - / 2022: No clasificada \| | |                                                                      | |
| - 1949: No clasificada - 1952: No clasificada - 1956: No clasificada - 1960: No clasificada - 1962: No clasificada | - 1966: No clasificada - 1970: No clasificada - 1974: No clasificada - 1978: No clasificada - 1982: No clasificada | - 1986: 13° - 1990: No clasificada - 1994: 6° - 1998: 13° - 2002: 7° | - 2006: 17° - 2010: No clasificada - 2014: No clasificada - / 2018: No clasificada - / 2022: No clasificada |

| \| - 1990: No clasificada - 1991: No clasificada - 1992: No clasificada - 1993: 11° - 1994: 7° - 1995: 9° - 1996: 11° \| - 1997: No clasificada - 1998: 12° - 1999: No clasificada - 2000: No clasificada - 2001: 9° - 2002: 9° - 2003: 7° \| - 2004: 5° - 2005: 7° - 2006: No clasificada - 2007: No clasificada - 2008: No clasificada - 2009: No clasificada - 2010: No clasificada \| - 2011: No clasificada - 2012: No clasificada - 2013: No clasificada - 2014: No clasificada - 2015: 25° - 2016: 27° - 2017: 36° \| | | | |
| - 1990: No clasificada - 1991: No clasificada - 1992: No clasificada - 1993: 11° - 1994: 7° - 1995: 9° - 1996: 11° | - 1997: No clasificada - 1998: 12° - 1999: No clasificada - 2000: No clasificada - 2001: 9° - 2002: 9° - 2003: 7° | - 2004: 5° - 2005: 7° - 2006: No clasificada - 2007: No clasificada - 2008: No clasificada - 2009: No clasificada - 2010: No clasificada | - 2011: No clasificada - 2012: No clasificada - 2013: No clasificada - 2014: No clasificada - 2015: 25° - 2016: 27° - 2017: 36° |

| \| - 1948: No clasificada - 1950: No clasificada - 1951: No clasificada - 1955: No clasificada - 1958: No clasificada - 1963: No clasificada - 1967: No clasificada - 1971: 18° - 1975: No clasificada \| - 1977: No clasificada - 1979: 12° - 1981: No clasificada - 1983: 9° - 1985: 8° - 1987: 3° - 1989: 10° - 1991: 11° - 1993: No clasificada \| - 1995: 7° - 1997: 11° - 1999: No clasificada - 2001: No clasificada - 2003: No clasificada - / 2005: No clasificada - 2007: 13° - 2009: 18° - / 2011: No clasificada \| - / 2013: No clasificada - / 2015: No clasificada - 2017: No clasificada - / 2019: 16° - / 2021: 22° - / 2023: 22° \| | | | |
| - 1948: No clasificada - 1950: No clasificada - 1951: No clasificada - 1955: No clasificada - 1958: No clasificada - 1963: No clasificada - 1967: No clasificada - 1971: 18° - 1975: No clasificada | - 1977: No clasificada - 1979: 12° - 1981: No clasificada - 1983: 9° - 1985: 8° - 1987: 3° - 1989: 10° - 1991: 11° - 1993: No clasificada | - 1995: 7° - 1997: 11° - 1999: No clasificada - 2001: No clasificada - 2003: No clasificada - / 2005: No clasificada - 2007: 13° - 2009: 18° - / 2011: No clasificada | - / 2013: No clasificada - / 2015: No clasificada - 2017: No clasificada - / 2019: 16° - / 2021: 22° - / 2023: 22° |

| Copa Mundial          |
| --------------------- |
| - Sin participaciones |

### Otras competiciones
| Liga Europea |
| --- |
| - 2004: No participa - 2005: No participa - 2006: 3° - 2007: 8° - 2008: 6° - 2009: 8° - 2010: 5° - 2011: 10° - 2012: 10° - 2013: No clasificada - 2014: 2° - 2015: 5° - 2019: 14° |

## Medallero
Actualizado después del Mundial 2014
| Competición        | Oro | Plata | Bronce | Total |
| ------------------ | --- | ----- | ------ | ----- |
| Juegos Olímpicos   | -   | -     | -      | -     |
| Campeonato Mundial | -   | -     | -      | -     |
| Campeonato Europeo | -   | -     | 1      | 1     |
| Liga Mundial       | -   | -     | -      | -     |
| Copa Mundial       | -   | -     | -      | -     |
| Total              | -   | -     | 1      | 1     |